# Orthocentrus rufipes
Orthocentrus rufipes là một loài tò vò trong họ Ichneumonidae.